# Festival de música
Um festival de música é um festival cuja principal atração é a música, organizado na maioria das vezes em torno de um gênero, nacionalidade ou localidade dos músicos. São comumente feitos em locais públicos, em conjunto com outras atrações como artistas performáticos, atividades sociais e o comércio de gêneros alimentícios e outros produtos.
Muitos festivais são anuais, ou se repetem de acordo com um intervalo específico. Alguns, como um festival de rock, acontecem apenas uma vez. Outros, são organizados como concertos beneficentes, em prol de causas humanitárias.

## Brasil

Tom Jobim e Chico Buarque vencedores do Festival Internacional da Canção (FIC), 1968. Arquivo Nacional.

No Brasil, os festivais de música são mais conhecidos como um evento cultural para escolha (em uma ou várias etapas) e premiação de canções, compositores e intérpretes e obras musicais. Um dos primeiros aconteceu durante a festa da Penha (no Rio de Janeiro), no início do século XX, sendo a escolha das melhores músicas feita por populares. Após o surgimento do rádio, tornou-se um espetáculo com uma plateia de celebridades, empresários, entre outras personalidades.
Fizeram história no país o Festival de Música Popular Brasileira, na Rede Record, e o Festival Internacional da Canção, da Rede Globo, ambos durante a década de 1960.
No sul, com outro apelo, acontece desde 1996 o festival de verão Planeta Atlântida, em Santa Catarina e Rio Grande do Sul.
No fim dos anos 90 e início dos anos 2000, surgem os festivais de música independente no Brasil, no contexto de crise das grandes gravadoras e da indústria fonográfica, provocada, entre outros, pelo advento da internet e a troca de arquivos pela rede, de forma viral e compartilhada. Cidades como Natal (Festival Música Alimento da Alma - MADA ), Londrina (Festival Demo Sul), Recife (Festival Rec Beat e Festival Abril pro Rock), Uberlândia (Jambolada), Cuiabá (Festival Calango), Goiânia (Festival Goiânia Noise), entre outras, despontam no cenário como referência, capitaneando um cenário que se desenvolveria e se consolidaria nos anos seguintes.

## Portugal
A história dos eventos de música em Portugal surge nas décadas de 1950 e 1960, com a Grande Noite do Fado em 1954, e em 1964, quando é realizado pela primeira vez o televisivo Festival RTP da Canção com objectivo de escolher a representação no Festival da Eurovisão. Em 1971, surge o Festival de Vilar de Mouros, o primeiro festival de música ao vivo em Portugal.
Na década de 1990, os festivais de música tiveram o seu boom, com o Festival Paredes de Coura (1993), o festival urbano Super Bock Super Rock (1995), o regresso do Festival de Vilar de Mouros, 25 anos depois da sua primeira edição, o Festival Sudoeste (1997) e o Boom Festival (1997). Em 1999, nasceu também o Andanças, um festival dedicado inteiramente à música tradicional. O início dos anos 2000 são marcados pela realização do Rock in Rio Lisboa, desde 2004. Desde 2014, um dos festivais de música que ganhou maior cartaz e notabilidade em Portugal é o O Sol da Caparica Festival.